# Bombardements de Nuremberg
Nuremberg a été bombardée à plusieurs reprises pendant la Seconde Guerre mondiale.
La liste complète des bombardements est visible sur l'article en langue allemande.

## Bombardement du 2 janvier 1945

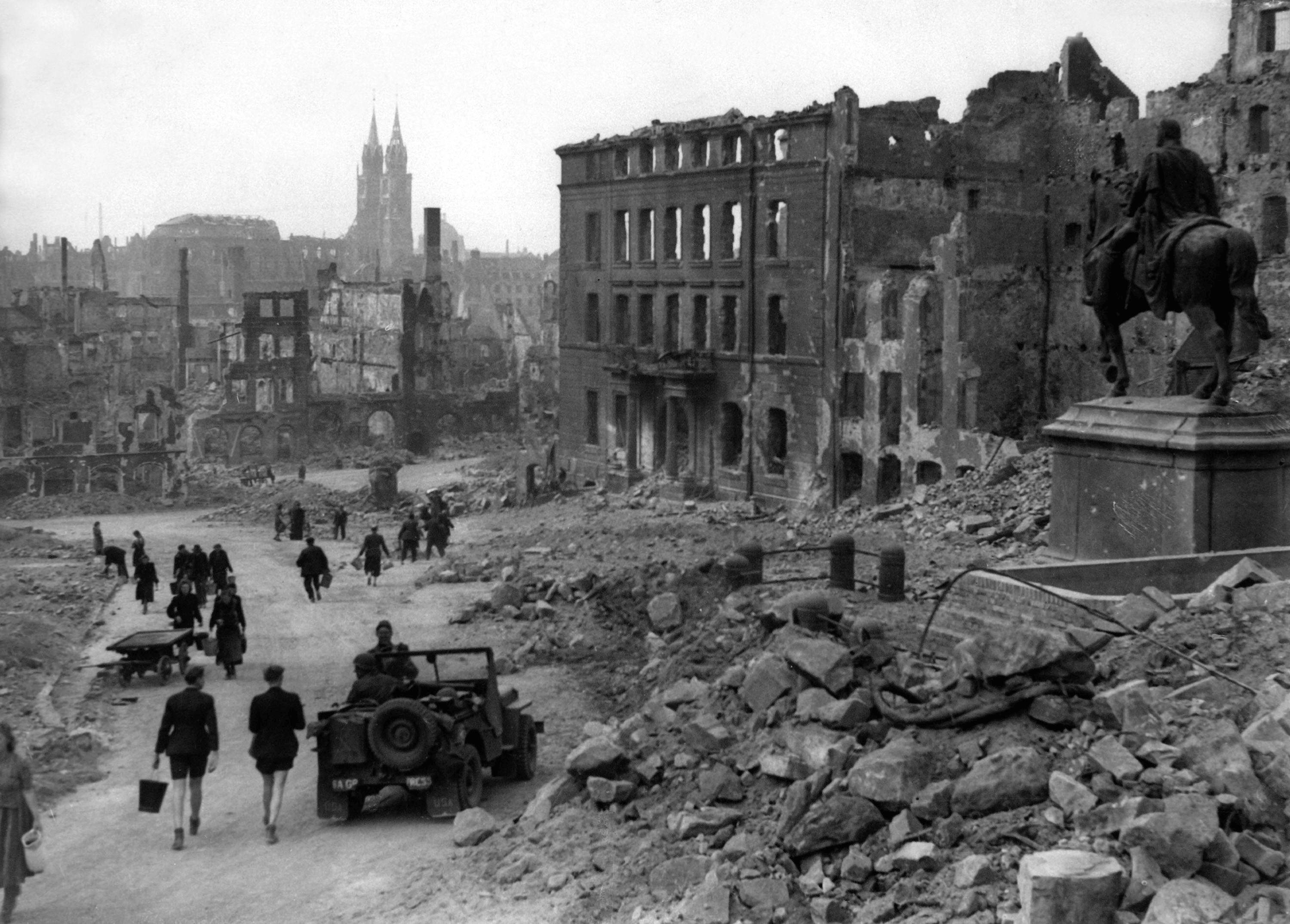
La ville de Nuremberg en 1945 après sa prise par les Alliés.

Le bombardement de Nuremberg le plus important, dans la nuit du 2 janvier 1945, effectué en 40 minutes par 521 avions britanniques fit 1 794 morts, plus de 3 000 blessés, 100 000 sans abris.

## Bombardement du 30 au 31 mars 1944
Le bombardement effectué dans la nuit du 30 au 31 mars 1944 fut une des missions de bombardement stratégique par la Royal Air Force pendant la Seconde Guerre mondiale sur cette ville qui a subi plusieurs dizaines d'attaques aériennes au cours de ce conflit, principalement en 1944 et 1945.
Celle du 31 mars 1944 se soldera par les plus importantes pertes que l’aviation britannique ait subies depuis le début de ce conflit en une seule nuit.

### La mission

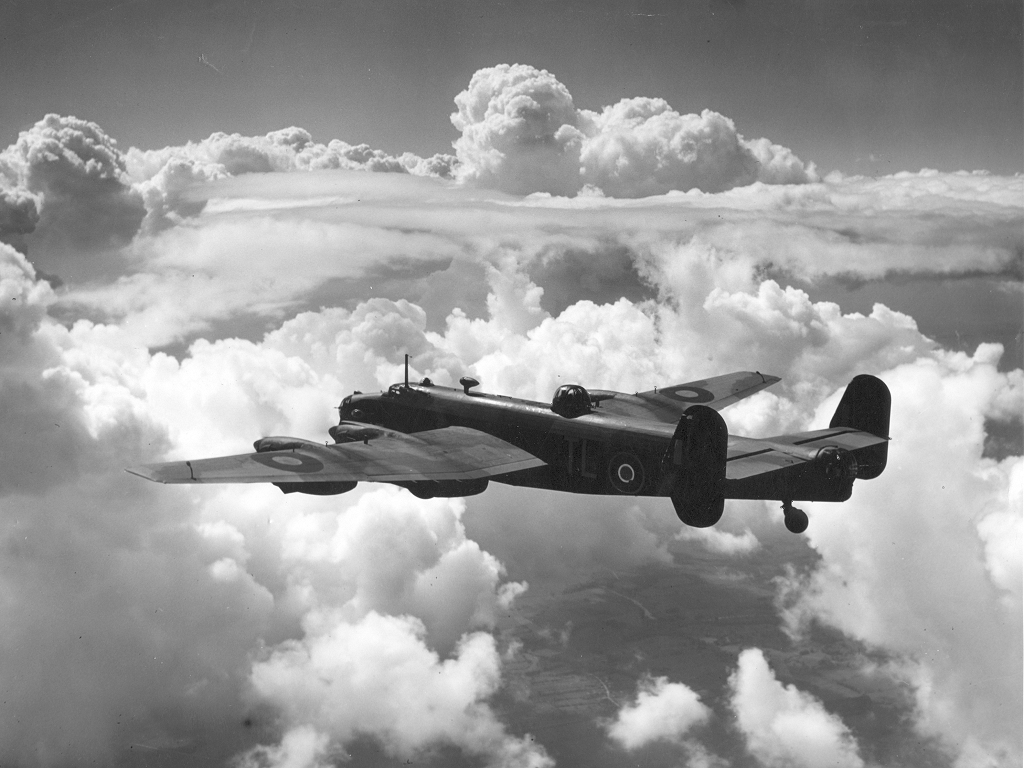
Un Handley Page Halifax Mark III durant la Seconde Guerre mondiale.

898 appareils britanniques étaient prévus au départ soit la presque totalité des bombardiers du Royal Air Force Bomber Command escorté par environ 80 De Havilland Mosquito ainsi que 10 avions de l’USAAF.
La formation commença à décoller à 22 heures. 55 appareils rebroussèrent chemin pour défaillances techniques, les 843 restant se dirigeant vers l’Allemagne. La flotte occupait dans le ciel un espace de 105 km de long, 16 de large et 1 600 m de profondeur progressant à la vitesse de 6,5 km par minute.
La route suivie consistait à regrouper la flotte sur la Naze, un promontoire de la côte Est de l’Angleterre d’où elle décollerait, lui faire traverser la côte belge près de Bruges et piquer directement sur Charleroi en Belgique. À Charleroi, la flotte de bombardiers poursuivrait en droite ligne sur 430 kilomètres jusqu'à Fulda. Là, elle changerait de cap et volerait directement sur Nuremberg.
Cette route passait non loin des principales bases de chasseurs de nuit de la Luftwaffe et survolait une zone près de Cologne surnommée la Flak Valley en raison d’une DCA particulièrement efficace ; cette tactique d’une seule grande formation était inhabituelle, le maréchal Arthur Travers Harris avait lui-même récemment ordonné, en raison des lourdes pertes subies lors des raids précédents provoquées par la Défense du Reich, que dorénavant les formations se diviseraient afin d’approcher leur cible de différentes directions et fragmenter la défense ennemie. De plus les conditions météorologiques étaient en faveur de la défense.
La formation qui approchait de Nuremberg à 01 h 10 ne comprenait plus que 643 bombardiers, 20 % de la flotte ayant été mis hors de combat par les pertes et les défaillances techniques. En raison d’un mauvais balisage, des zones industrielles périphériques furent bombardées par 910 tonnes d'explosifs et 1 176 tonnes de bombes incendiaires.
L’aller et le retour furent un cauchemar pour les équipages alliés harcelés par la Luftwaffe qui avait rassemblé tous ses chasseurs basés en Europe de l’Ouest.
Quatre missions de diversion furent effectuées lors cette opération pour tenter de distraire l’aviation allemande sans succès.
Il semble que l’objectif principal fut de provoquer la chasse de la Luftwaffe afin de la détruire au sol et en vol par l’escorte de Mosquitos qui accompagnait les bombardiers. Mais les mesures de guerre électronique et de brouillage alliés furent inefficaces, tandis que la chasse de nuit allemande équipée de nouveaux radars déjouait les tentatives d’interception.
Les Allemands étaient-ils au courant de cette attaque ? Très probablement selon diverses sources officielles. Était-ce une ruse très risquée des services de renseignements britanniques destinée à l’opération Fortitude ? Cela fait toujours l’objet de spéculations.

### Pertes
- Pertes du Bomber Command :
  - 108 avions détruits,
  - 71 endommagés,
  - 745 hommes d’équipages tués ou blessés,
  - 159 prisonniers de guerre.

une source semi-officielle parle de 66 avions écrasés en Angleterre sur le chemin du retour contre 10 officiellement et un total de 178 avions perdus
- Pertes allemandes :
  - 5 avions détruits,
  - 8 endommagés,
  - 129 morts civils et militaires,
  - zones industrielles de Nuremberg endommagées,
  - 130 maisons détruites, 879 endommagées modérément et 2 505 légèrement.

### Sources
- Anthony Cave Brown (en), La guerre secrète tome 2, Le rempart des mensonges, Éditions Pygmallion, 1981  (ISBN 2724213653), chapitre VII.